# Valentīns Skulme
Valentīns Skulme (* 21. April 1922 in Riga, Lettland; † 12. September 1989) war ein sowjetischer Schauspieler.

## Leben
Valentīns Skulme wurde in einer Künstlerfamilie geboren. Er verlor früh seine Eltern und wuchs deshalb bei seinem Onkel Otto Skulme auf, der ebenso wie sein Bruder Uga als Dekorateur am Daile-Theater arbeitete.
Nach dem Zweiten Weltkrieg absolvierte Skulme eine Schauspielausbildung und gehörte danach selbst dem Daile-Theater an. Zu seinen wichtigsten Engagements gehörten die Titelrollen in der Bühnenfassung von Dostojewskis Der Idiot, in Shakespeares Richard III. und in Raimonds Pauls’ Sherlock-Holmes-Musical.
Zudem gab Skulmes 1947 in Mājup ar uzvaru sein Filmdebüt, war aber erst ab Mitte der 1950er Jahre regelmäßig vor der Kamera zu sehen. Seine einzigen Hauptrollen spielte er in den Kriegsfilmen Жаворонок (Schaworonok, 1964) und Незабываемое (Nesabywajemoje, 1967). Skulmes verkörperte mehrfach Militärangehörige, zu seinem weiteren Schaffen gehören aber auch die Literaturverfilmungen Die Abenteuer des Ballonpiloten J.A. (1973) nach Jules Verne, Märchen in der Nacht erzählt (1981) nach Wilhelm Hauff und Knut Hamsuns Victoria (1988). In dem Historienfilm Waterloo hatte er einen Cameoauftritt.
1971 wurde Skulme zum Verdienten Künstler der Lettischen SSR ernannt.
Im Jahr 2020 veröffentlichte Linda Šmite die Biografie Valentīns Skulme. Raibs taurenis uz dadža lapas.

## Filmografie (Auswahl)
- 1958: Rita
- 1959: Baltische Rosen (Šķēps un roze)
- 1966: Edgar und Kristina (Purva bridējs)
- 1969: Man wird nicht als Soldat geboren (Wosmesdije)
- 1970: Waterloo
- 1973: Die Abenteuer des Ballonpiloten J.A. (Slomannaja podkowa)
- 1981: Märchen in der Nacht erzählt (Skaska, rasskasannaja notschju)
- 1986: Das Märchen vom Däumling (Sprīdītis)
- 1988: Viktoria (Wiktorija)